# No Bullshit
No Bullshit (auch No BS) ist ein Lied des US-amerikanischen Musikers Chris Brown aus dem Jahr 2010. Es wurde am 18. Januar 2011 als zweite und letzte Single aus dem Mixtape Fan of a Fan ausgekoppelt, woraufhin es Platz 62 in den Billboard Hot 100 erreichte. Ursprünglich war es bereits auf Browns erstem Mixtape In My Zone (Rhythm & Streets) zu finden, zudem verwendete man es auch für das vierte Studioalbum des Sängers.

## Hintergrund
Das Lied wurde von Brown, Kevin McCall und dem auch als Produzenten fungierenden Duo Tha Bizness geschrieben und von Brian Springer im In Your Ear Studio in Richmond, Virginia, aufgenommen. Die Abmischung nahm Springer im At the Records Plant in Los Angeles, Kalifornien vor.
Ursprünglich war der Titel als B-Seite der Single „Deuces“ veröffentlicht wurden. Außerdem ist er auch auf Browns erstem Mixtape In My Zone (Rhythm & Streets) zu finden und wurde für das Album F.A.M.E. wiederverwendet. Auf dem Album wird das Lied allerdings als „No BS“ aufgeführt, während es sonst unter seinem offiziellen Namen Verwendung fand.

## Musikvideo
Das Musikvideo wurde von Colin Tilley gedreht, welcher in dieser Funktion schon oft mit Brown zusammengearbeitet hatte. Am 24. Mai, lange vor der offiziellen Veröffentlichung der Single, premierte das Lied am gleichen Tag wie der Clip des Liedes „Deuces“, welcher ebenfalls von Tilley gedreht worden war. Der Clip zu „No Bullshit“ zeigt Brown zusammen mit einem Mädchen, welches seine Freundin darstellt.

## Erfolg

### Kommerzieller Erfolg
Das Lied war kommerziell weit weniger erfolgreich als seine Vorgänger. Nachdem es in den Billboard Hot 100 auf Platz 89 einstieg, erreichte es später mit Rang 62 seine Höchstplatzierung. Damit ist es hinter „Wall to Wall“ und „Wet the Bed“ in den USA die unerfolgreichste Singleauskopplung Browns. Wesentlich höher platzieren konnte der Titel sich in den Hot R&B/Hip-Hop Songs, wo er Position drei erlangte.
| ChartsChartplatzierungen       | Höchstplatzierung | Wochen |
| ------------------------------ | ----------------- | ------ |
| Vereinigte Staaten (Billboard) | 62 (18 Wo.)       | 18     |

## Mitwirkende Personen
Quelle: Album-Booklet
- Chris Brown – Songwriter, Gesang
- Kevin McCall – Songwriter
- Christopher Whitacre – Songwriter, Produzent
- Justin Henderson – Songwriter, Produzent
- Brian Springer – Abmischung, Aufnahme
- Ghazi Hourani – Assistent bei der Abmischung
- Michael D. Congdon – Assistent bei der Aufnahme